# Teddybears
Teddybears (inicialmente llamados Teddybears STHLM) es una banda de rock y música electrónica formada en 1991 en Estocolmo. Es conocida por el rotundo éxito del 2004: "Cobrastyle". que llegó a estar en películas, videojuegos, etc. La mezcla de su música es muy confusa, pues puede llegarse a oír sonidos del indie rock, hip-hop, pop, reggae, entre otros géneros del punk y metal.
La mayoría de sus miembros originalmente son del grupo de indie rock: Caesars y sus miembros se presentan mayormente con máscaras de osos en los escenarios, aunque los miembros del grupo no se conservan en anonimato, Teddybears es considerado un grupo de culto.

## Miembros

### Formación actual
- Patrik Arve - vocal, sintetizador, vocoder, bajo, programación, teclados, percusión
- Joakim Åhlund - vocal de apoyo, bajo, programación, percusión, teclados, guitarra
- Klas Åhlund - vocal de apoyo, guitarra, bajo, programación, percusión, teclados

### Exintegrantes
- Erik Olsson - vibráfono, batería
- Glenn Sundell - batería

## Discografía

### Álbumes de estudio
- 1993: "You Are Teddybears"
- 1996: "I Can't Believe It's Teddybears STHLM"
- 2000: "Rock 'n' Roll Highschool"
- 2004: "Fresh"
- 2006: "Soft Machine"
- 2010: "Devil's Music"
- 2016: "Rock On"

### EP
- 1991: "Women in Pain"
- 1993: "Extra Pleasure"
- 1994: "Step on It"
- 2011: "No More Michael Jackson"

### Sencillos
- "Purple Rain"
- "Magic Finger"
- "Kanzi"
- "Ahead of My Time" (con Daddy Boastin')
- "Yours to Keep" (con Paola Bruna)
- "Hiphopper" (con Thomas Rusiak)
- "Rock 'n' Roll Highschool" (con Thomas Rusiak)
- "Cobrastyle" (con Mad Cobra)
- "Hey Boy" (con Swing-Fly)
- "Little Stereo" (con Daddy Boastin')
- "Punkrocker" (con Iggy Pop)
- "Yours to Keep" (version con Neneh Cherry)
- "Rocket Scientist" (con Eve)
- "No More Michael Jackson"
- "Sunshine" (con Malte Holmberg & Natalie Storm)
- "Shimmy Shimmy Style"
- "What´s Your Problem?" (con Baby Trish)
- "Broken Heartbeat" (con Beenie Man)